# Alfred Jaëll

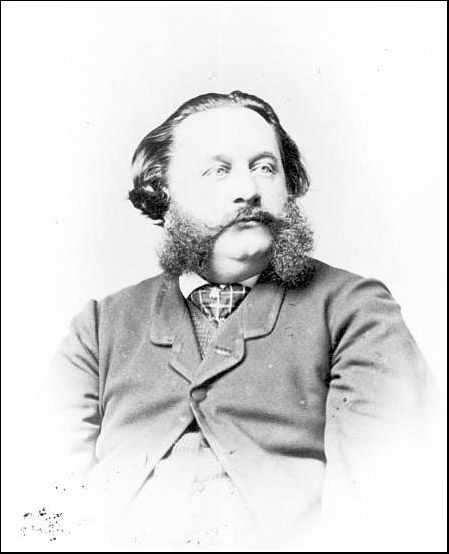
Alfred Jaëll

Alfred Jaëll, auch Jaell (* 5. März 1832 in Triest; † 27. Februar 1882 in Paris), war ein österreichischer Pianist und Komponist.

## Leben
Alfred Jaëll erhielt den ersten Musikunterricht durch seinen Vater Eduard Jaëll. Dieser hatte als ehemaliger Musikdirektor in Wien und begabter Violinist 1839 eine Musikschule in Triest gegründet.
Kaum elf Jahre alt machte Alfred Jaëll seine erste Kunstreise nach Italien und errang hier sowie später in Wien solchen Beifall, dass sich Carl Czerny erbot, seine weiteren Studien zu leiten. Jaëll interessierte sich schon sehr früh für Klaviere aus der Fabrikation der Firma Ibach, als er mit 14 Jahren in Elberfeld auftrat.
Ab 1844 unternahm Jaëll Kunstreisen durch Italien, Deutschland, Belgien, Frankreich und die USA sowie Kanada.
Im April 1856 wurde er von König Georg V. von Hannover zum Hofpianisten ernannt. Später lebte er mit seiner Gattin Marie, geborene Trautmann, einer bekannten Pianistin und begabten Komponistin, in Paris, wo der Freund von Charles Ernest Appy, Johannes Brahms, Frédéric Chopin sowie Franz Liszt als Virtuose und als Lehrer hochangesehen war und am 27. Februar 1882 starb. Jaëll arbeitete auf seinen Konzertreisen eng mit dem Violoncellisten Léon Jacquard zusammen.
Jaëlls Spiel wurde von den Zeitgenossen als „vorzugsweise glänzend“ beschrieben, an Sigismund Thalberg erinnernd. Seine Kompositionen, bestehend in Salonstücken, Transkriptionen, Phantasien über Opernmotive etc., zeichneten sich mehr durch Brillanz und Wohlklang als durch Tiefe aus. Seine Stücke verlegte er u. a. bei C. F. W. Siegel (Musikverlag u. Musikalienhandlung, Leipzig). In Anlehnung an Jaëlls besondere Leibesfülle bereits in jungen Jahren titulierte ihn Hans von Bülow als „unseren dicken Jaëll“.
Eduard Hanslick charakterisierte ihn: „Ein köstlicher Anschlag, sammtweich und dennoch von kräftiger Fülle, in den Tutti mit Leichtigkeit das Orchester beherrschend, eine nach allen Seiten ausgebildete, glänzend ausgefeilte Technik, die die Passagen perlengleich hinstreut und im Triller culminirt. Vor allem ist J. Salonspieler im besten, nämlich im Sinne des Wortes, der die musikalische Bildung und das Verständniß höherer künstlerischer Sphären nicht ausschließt. So weit man mit dem Geschmack ausreicht, weiß J. auch classischen Compositionen gerecht zu werden. Allein seine Natur gehört zu jener weiblichen anschmiegenden, die sich gerne in kleinen Formen im Kreise des Zierlichen und Anmuthigen bewegen, dem Großen, Leidenschaftlichen lieber aus dem Wege gehen.“ (Neue Freie Presse 1862, Nr. 352.)

## Werke
- Faust-Walzer (nach Charles François Gounod), op. 129 KlM 079
- Norma-Paraphrase (nach Vincenzo Bellini), op. 20 KlM 080
- „Die Quelle“, Op. 106. [BI. 51r:]
- „Rigoletto“ für Klavier solo B-Dur (nach Giuseppe Verdi)